# Пік вугілля

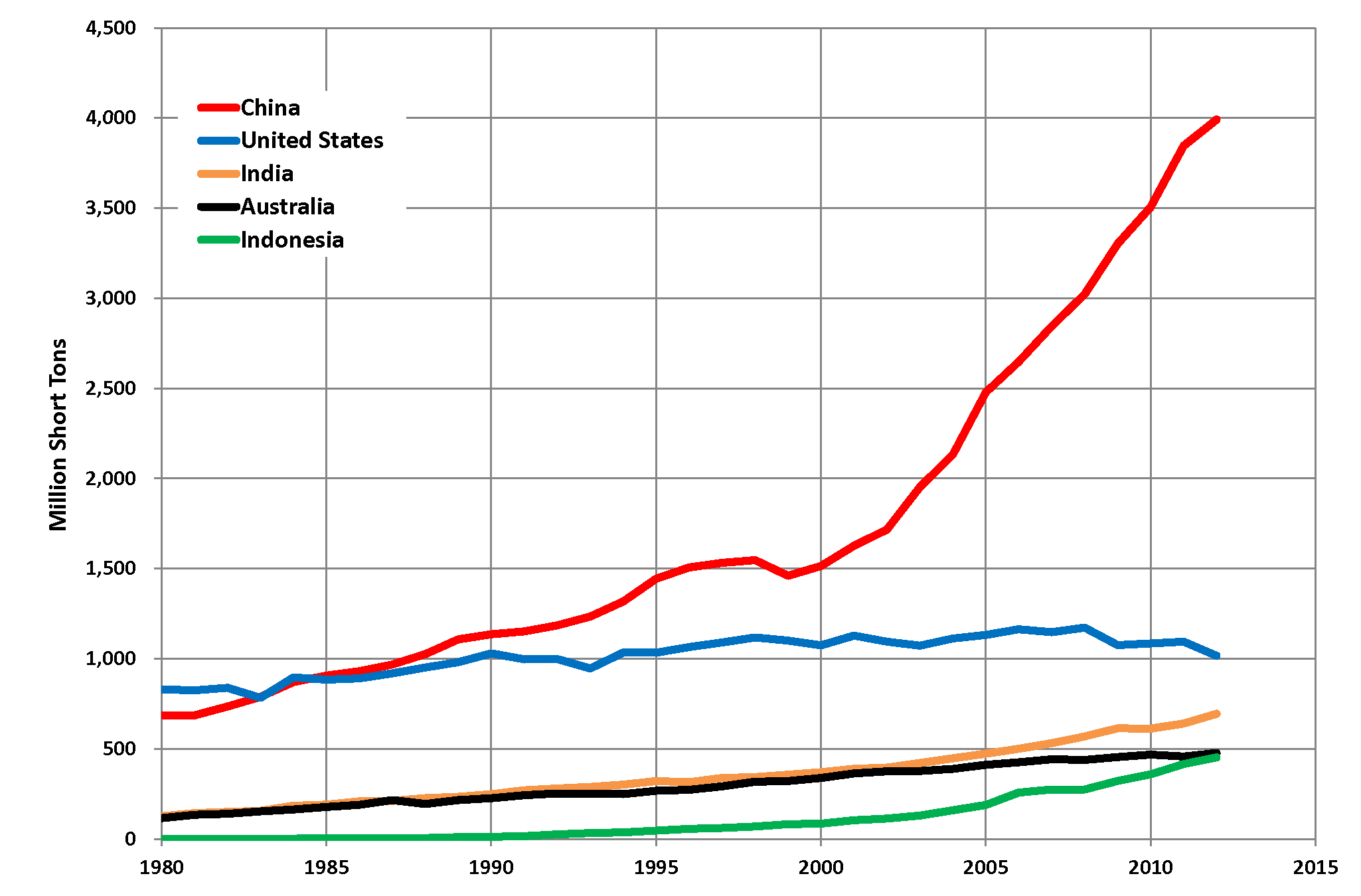
Видобування вугілля у 1980—2012 рр. в країнах-лідерах видобутку (US EIA)

Пік вугілля — момент часу, при якому буде досягнутий максимально глобальний рівень видобутку вугілля, після чого, відповідно до теорії, швидкість виробництва вступить в остаточний занепад. Вугілля є викопним паливом, що формується з рослинного матеріалу протягом мільйонів років. Це обмежений ресурс, і тому вважається невідновлюваним джерелом енергії.
Оцінки світового піку виробництва вугілля відрізняються один від одного. Багато вугільних компаній вважають, що глобальний пік цього джерела для палива може відбутися через 200 і більше років, у той час як деякі наукові оцінки передбачали пік видобутку вже в 2010 році. Дослідження Університету Ньюкасла в Австралії 2009 року призводять до висновку, що пік глобального виробництва вугілля може настати між 2010 і 2048 рр. Глобальні дані резерву вугілля, як правило, низької якості і часто зміщені в бік вищої цифри. Колективні прогнози, в цілому, пророкують, що глобальний пік виробництва вугілля може статися в 2025 році, коли потреби світу складатимуть на 30 відсотків вище поточного виробництва (в залежності від майбутніх обсягів виробництва вугілля).